# Everything (logiciel)
Everything est une application Windows, permettant la recherche de bureau pour les noms et les répertoires de fichiers sur les lecteurs formatés en FAT, FAT32, exFAT, et NTFS. Une fois les disques indexés, le programme est très rapide (moins d'une seconde) car il est basé sur un index et nécessite également peu de ressources système,. Il est également gratuit pour un usage commercial, sous condition d'attribution.